# Osun Osunniyi
Osun Bowale Osunniyi (Pleasantville, 21 oktober 1998) is een Amerikaans basketballer.

## Carrière
Osunniyi speelde collegebasketbal voor de St. Bonaventure Bonnies van 2018 tot 2022. Hij stelde zich in 2022 kandidaat voor de NBA draft maar trok zich later terug. Hij speelde daarna nog een seizoen voor Iowa State Cyclones. In 2023 stelde hij zich opnieuw kandidaat in de NBA draft maar werd niet gekozen. Hij speelde daarna in de NBA Summer League voor de Washington Wizards. Hij tekende in de zomer van 2023 zijn eerste profcontract bij de Belgische eersteklasser Limburg United. Hij won met Limburg de Belgische basketbalbeker en werd samen met ploegmaat Roman Penn verkozen tot Most valuable player. Hij werd na het seizoen ook uitgeroepen tot BNXT League Defensive Player of the Year.
Na een seizoen in de BNXT League trok hij naar de Duitse eersteklasser USC Heidelberg.

## Erelijst
- Belgisch bekerwinnaar: 2024
- Belgische basketbalbeker MVP: 2024
- BNXT League Defensive Player of the Year: 2024